# Face à l’eau
Face à l’eau est une installation d'art public réalisée par l'artiste Salifou Lindou entre 2008 et 2010. Elle est constituée de cinq panneaux verticaux, en bois, métal et tôles plastiques colorées, sur les berges du fleuve Wouri à Bonamouti, Douala, Cameroun.

## L'œuvre
Face à l’eau est une installation située dans une aire de passage sur les berges du fleuve Wouri à Bonamouti. Elle est constituée de cinq panneaux verticaux, en bois, métal et tôles plastiques colorés. Erigés à 3,70 m de hauteur pour les plus importants, ces cinq ‘volets’ désolidarisés sont disposés sur la berge de façon qu’à une certaine distance, ils créent l’illusion d’un paravent unique. L’installation est conçue dans l’optique de protéger des regards des promeneurs la nudité des piroguiers-pêcheurs qui se lavent à l’issue de leur journée de travail.
Inaugurée au SUD Salon Urbain de Douala 2010, l'installation a été restaurée en 2013 avec le remplacement des tôles de plastique cassées et la dislocation sur une position plus élevée.
Face à l’eau est située dans le quartier Bonamouti-Deido à Douala.

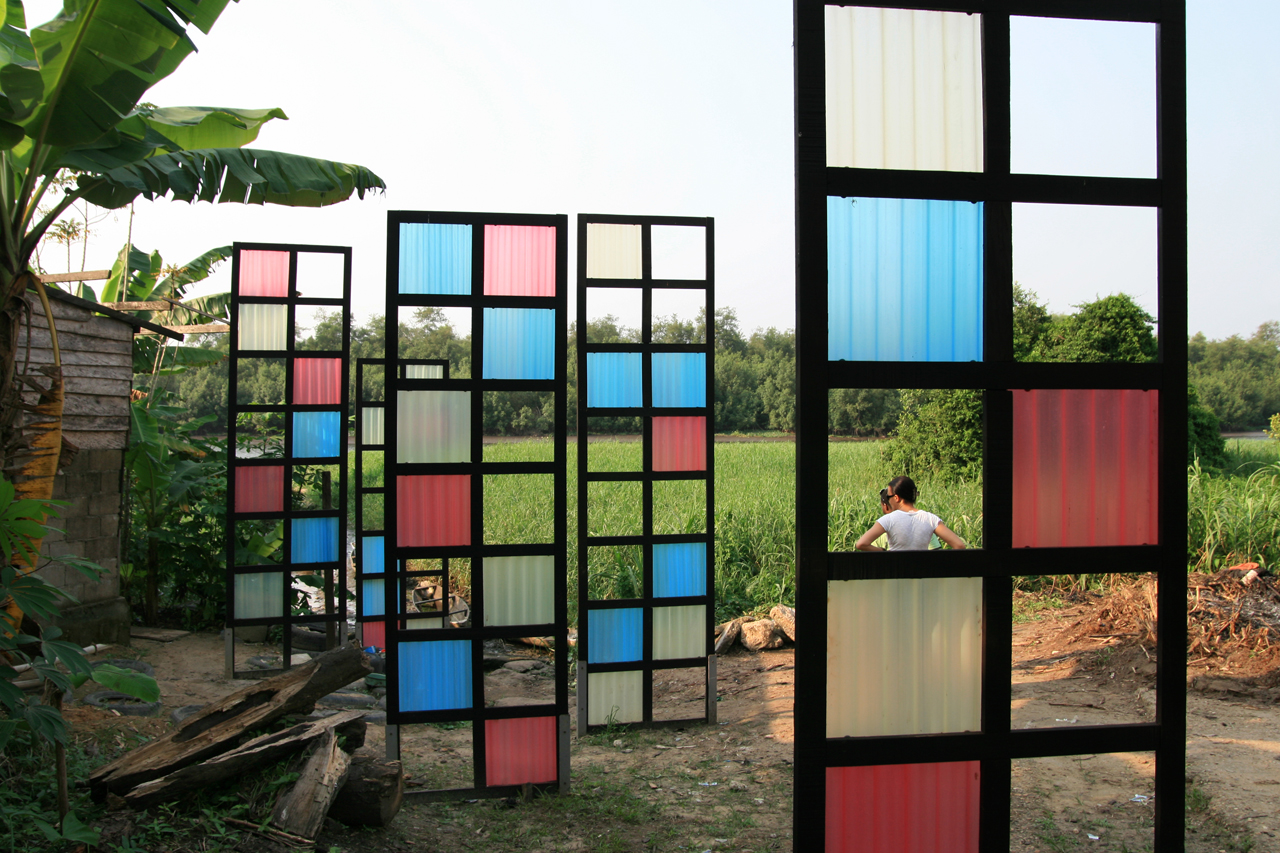
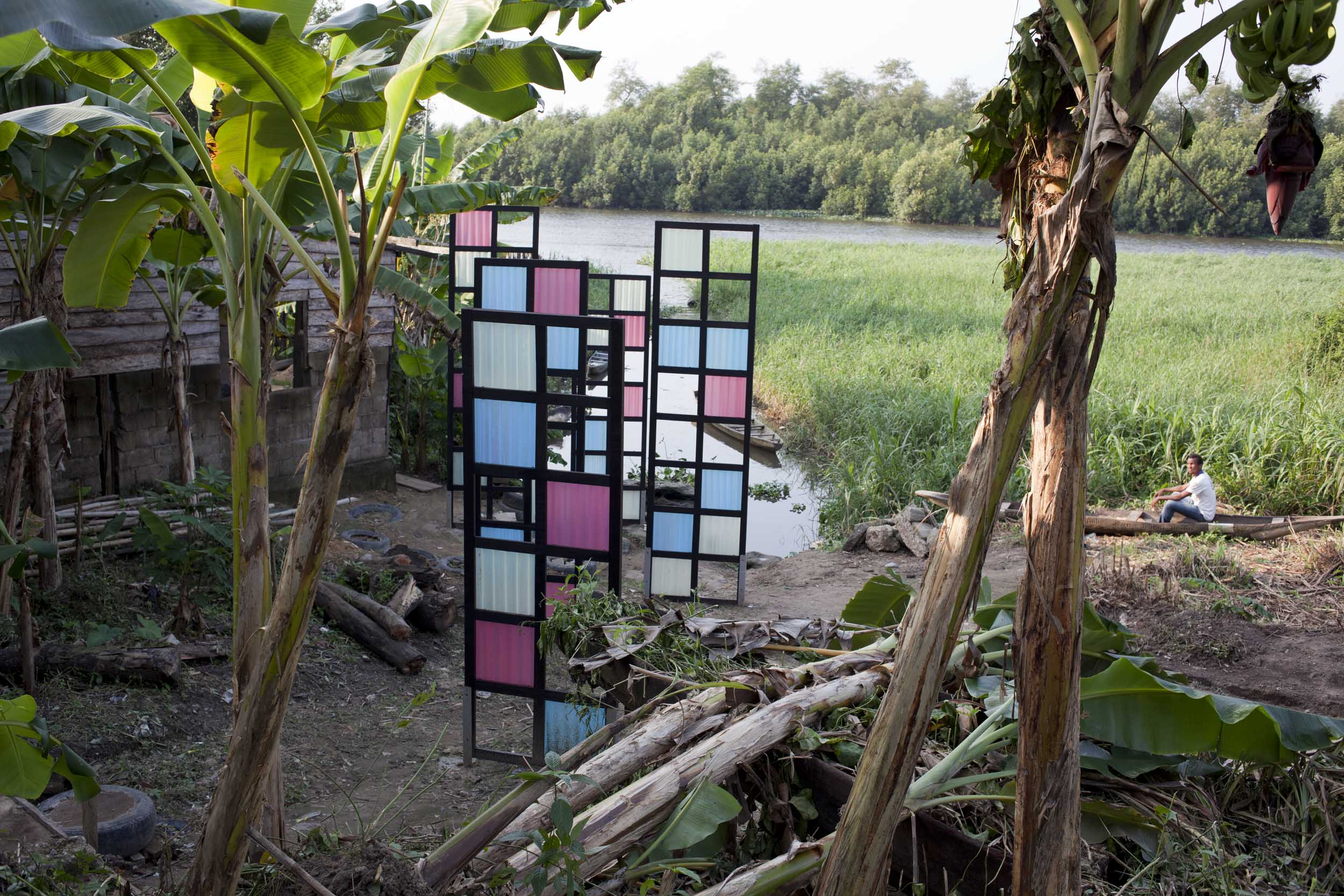
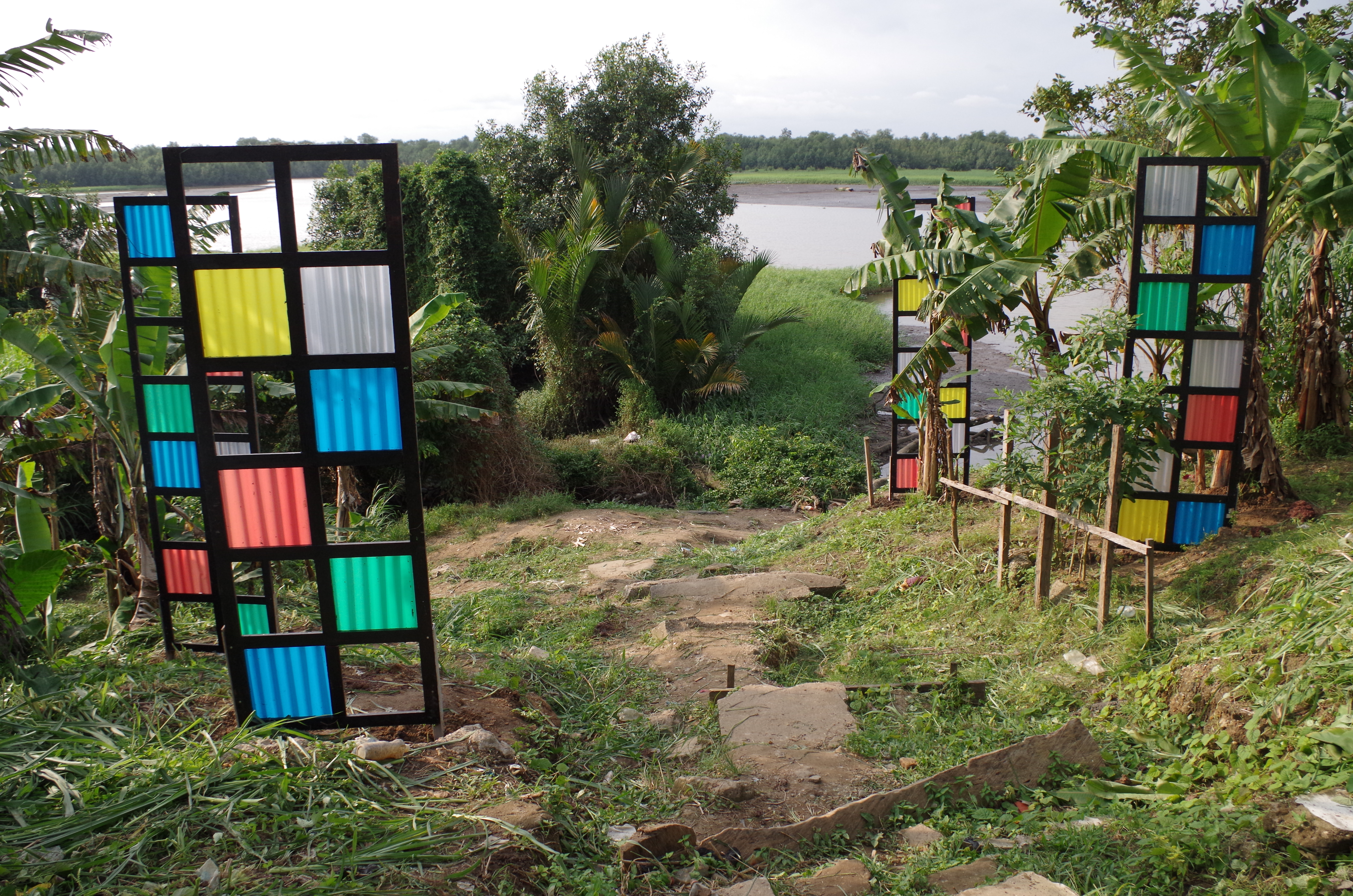